# Berkes Balázs
Berkes Balázs (Budapest, 1937. október 12. –) Liszt Ferenc-díjas bőgőművész, a magyar dzsessz kiemelkedő alakja.

## Pályafutása
Először csellózni tanult, 1957-től 1962-ig Tibay Zoltán növendéke volt a Zeneakadémián. 1962–1978 között az MRT Tánczenekara, majd hosszú ideig a Stúdió 11 tagja volt, mint az egyik alapító. Rádiós munkája mellett egyéb formációkban is játszott, 1962-től rendszeresen koncertezett Vukán Györggyel. 1980-ban megalapították Kőszegi Imre ütőssel a Super Triót. 1990-től Creative Art Trio néven futott a formáció Balázs Elemér ütőssel. Ennek fúvósokkal kiegészített változata volt a Creative Art Ensemble.  
Sokféle formációban a legkülönbözőbb stílusokban játszott. A magyar jazzélet legkiválóbbjai mellett külföldi nagyságokkal és fellépett, partnerei voltak többek közt Jiggs Whigham, Albert Mangelsdorff, Stjepko Gut, Charles Tolliver, Ted Curson, Paquito DeRivera, Art Farmer, Frank Foster, Steve Grossman, a Golden Gate Quartet, Anette Lowman, Jukka Perko, Tony Scott, Kenny Wheeler, Teddy Wilson, Kay Winding valamint a környező országok vezető jazzmuzsikusai. 1965-től, a magyarországi középfokú jazzoktatás indulásától tanított a Bartók Béla Zeneművészeti Szakközépiskola jazz tanszakán, 1993-tól nyugalomba vonulásáig 2007-ig a Zeneművészeti Főiskola jazztanszékének docense. 
Számtalan rádiófelvétele mellett kereskedelmi forgalomba került hanghordozóinak száma megközelíti a nyolcvanat.

## Díjai, elismerései
- 1987 – eMeRTon-díj a C.A.Trióval
- 1997 – Weiner Leó-díj
- 1998 – Szabó Gábor-díj
- 1999 – Magyar Felsőoktatásért Emlékplakett
- 2002 – A Magyar Köztársasági Érdemrend tisztikeresztje
- 2007 – Magyar Zene- és Táncművészet Kiemelkedő Előadóművésze cím
- 2007 – Artisjus-díj
- 2014 – Liszt Ferenc-díj